# 이상원 (경찰관)
이상원(李相元, 1958년 충청북도 보은군 ~  )은 대한민국의 경찰공무원이었다. 제31대 경찰청 차장, 제31대 서울지방경찰청장을 역임하였다.

## 학력
- 동국대학교 경찰행정학과 학사
- 동국대학교  대학원 행정학 석사

## 경력
- 2002년 1월 14일 ~ 2003년 4월 8일 : 제52대 진천경찰서 서장
- 2005년 2월 4일 ~ 2006년 3월 6일 : 제13대 서울은평경찰서 서장
- 경찰청 특수수사과장, 형사과장, 기획수사심의관, 수사국 국장, 보안국 국장, 경무인사기획관
- 2011년 11월 26일 ~ 2012년 10월 29일 : 제5대 대전지방경찰청 청장
- 2013년 12월 27일 ~ 2014년 12월 3일 : 제27대 인천지방경찰청 청장
- 2014년 12월 3일 ~ 2015년 12월 23일 : 제31대 경찰청 차장
- 2015년 12월 28일 ~ 2016년 9월 23일 : 제31대 서울지방경찰청 청장

## 참고
| 전임 구은수 | 제31대 서울지방경찰청장 2015년 12월 28일 ~ 2016년 9월 23일 | 후임 김정훈 |

| 전임 홍익태 | 제31대 경찰청 차장 2014년 12월 3일 ~ 2015년 12월 23일 | 후임 이철성 |

| 전임 이인선 | 제27대 인천지방경찰청장 2013년 12월 27일 ~ 2014년 12월 3일 | 후임 윤종기 |

| 전임 김학배 | 제5대 대전지방경찰청장 2011년 11월 26일 ~ 2012년 10월 29일 | 후임 박상용 |